# Ratnagiri (Distrikt)
Der Distrikt Ratnagiri (Marathi: रत्नागिरी जिल्हा) ist einer von 35 Distrikten des Staates Maharashtra in Indien.
Die gleichnamige Stadt Ratnagiri ist die Hauptstadt des Distrikts. Die letzte Volkszählung im Jahr 2011 ergab eine Gesamtbevölkerungszahl von 1.615.069 Menschen.

## Geschichte
Von vorchristlicher Zeit bis ins Jahr 1312 wurde das Gebiet – wie die ganze Region – von diversen buddhistischen und hinduistischen Herrschern regiert. Der erste namentlich bekannte Staat war das Maurya-Reich, die letzte nichtmuslimische Dynastie waren die Yadavas von Devagiri.
Nach jahrzehntelangen militärischen Auseinandersetzungen mit muslimischen Regenten im Norden Indiens erfolgte zwischen 1312 und 1470 die Besetzung durch muslimische Heere. Ab 1500 kam es zu heftigen Kämpfen um die Herrschaft an der Küste zwischen den muslimischen Herrschern und den Portugiesen. Danach herrschten bis 1658 verschiedene muslimische Dynastien (Sultanat Delhi, Bahmani, Dekkan-Sultanate und die Grossmoguln). Zwischen 1658 und 1680 wurde das Gebiet Teil des hinduistischen Marathenreichs. Nach der Niederlage der Marathen gegen die Briten kam es zum Britischen Empire, genauer zur britischen Verwaltungsregion Bombay Presidency. Mit der Unabhängigkeit Indiens 1947 und der Neuordnung des Landes wurde es 1950 Teil des neuen Bundesstaats Bombay State. 1948 wuchs der Distrikt durch die Eingliederung des Prinzenstaates Sawantwadi. Im Jahre 1960 wurde Bombay State geteilt und das Gebiet kam zum neu geschaffenen Bundesstaat Maharashtra. 1981 wurde der Distrikt geteilt. Aus dem ausgegliederten Teil entstand der Distrikt Sindhudurg.

## Bevölkerung

### Bevölkerungsentwicklung
Wie überall in Indien wuchs die Einwohnerzahl im Distrikt Ratnagiri jahrzehntelang stark an. Doch sank die Zahl der Bewohner in den Jahren 2001–2011 um fast 5 Prozent (−4,81 %). In diesen zehn Jahren nahm die Bevölkerung um über 80.000 Menschen ab. Die genauen Zahlen verdeutlicht folgende Tabelle:

### Bedeutende Orte
Einwohnerstärkste Ortschaft des Distrikts ist Ratnagiri mit über 70'000 Bewohnern. Weitere bedeutende Städte mit einer Einwohnerschaft von mehr als 10.000 Menschen sind Chiplun, Khed, Dapoli Camp, Lanja, Devrukh, Kherdi und Nachane. Die städtische Bevölkerung macht nur 16,33 Prozent der gesamten Bevölkerung aus.

### Bevölkerung des Distrikts nach Bekenntnissen
Eine klar überwiegende Mehrheit der Bevölkerung sind Hindus. Zahlenmäßig bedeutende Minderheiten bilden die Muslime und Buddhisten. Die genaue religiöse Zusammensetzung der Bevölkerung zeigt folgende Tabelle:
| Jahr                                | Buddhisten | Buddhisten | Christen | Christen | Hindus    | Hindus  | Jainas | Jainas | Muslime | Muslime | Sikhs | Sikhs  | Andere | Andere | keine Angaben | keine Angaben | Total     | Total    |
| Jahr                                | Zahl       | %          | Zahl     | %        | Zahl      | %       | Zahl   | %      | Zahl    | %       | Zahl  | %      | Zahl   | %      | Zahl          | %             | Einwohner | %        |
| ----------------------------------- | ---------- | ---------- | -------- | -------- | --------- | ------- | ------ | ------ | ------- | ------- | ----- | ------ | ------ | ------ | ------------- | ------------- | --------- | -------- |
| 2001                                | 120.855    | 7,13 %     | 2.866    | 0,17 %   | 1.391.137 | 81,99 % | 4.227  | 0,25 % | 175.672 | 10,35 % | 712   | 0,04 % | 161    | 0,01 % | 1.147         | 0,07 %        | 1.696.777 | 100,00 % |
| Quelle: Volkszählung in Indien 2001 |            |            |          |          |           |         |        |        |         |         |       |        |        |        |               |               |           |          |

### Bevölkerung des Distrikts nach Sprachen
Eine klar überwiegende Mehrheit von rund 87 Prozent der Bevölkerung spricht Marathi. Bedeutendste sprachliche Minderheit mit mehr als 100.000 Muttersprachlern ist Urdu. Kannada, Hindi, Konkani und Marwari (Hindi-Dialekt mit Marathi-Einflüssen) werden von jeweils über 10.000 Menschen gesprochen. Die genaue sprachliche Zusammensetzung der Bevölkerung zeigt folgende Tabelle:
| Jahr                                | Marathi   | Marathi | Urdu    | Urdu   | Kannada | Kannada | Hindi  | Hindi  | Konkani | Konkani | Marwari | Marwari | Telugu | Telugu | Andere | Andere | Total     | Total    |
| Jahr                                | Zahl      | %       | Zahl    | %      | Zahl    | %       | Zahl   | %      | Zahl    | %       | Zahl    | %       | Zahl   | %      | Zahl   | %      | Einwohner | %        |
| ----------------------------------- | --------- | ------- | ------- | ------ | ------- | ------- | ------ | ------ | ------- | ------- | ------- | ------- | ------ | ------ | ------ | ------ | --------- | -------- |
| 2001                                | 1.476.379 | 87,01 % | 119.344 | 7,03 % | 22.074  | 1,30 %  | 19.407 | 1,14 % | 15.904  | 0,94 %  | 11.625  | 0,69 %  | 7.482  | 0,44 % | 24.562 | 1,45 % | 1.696.777 | 100,00 % |
| Quelle: Volkszählung in Indien 2001 |           |         |         |        |         |         |        |        |         |         |         |         |        |        |        |        |           |          |